# Miraval-Cabardès
Miraval-Cabardes redirige ici.
Miraval-Cabardès est une commune française située dans le département de l'Aude en région Occitanie.
Sur le plan historique et culturel, la commune fait partie de la Montagne Noire, un massif montagneux constituant le rebord méridional du Massif central. Exposée à un climat océanique altéré, elle est drainée par l'Orbiel, le ruisseau de la Tourette, le ruisseau du Grésillou et par divers autres petits cours d'eau. La commune possède un patrimoine naturel remarquable composé de deux zones naturelles d'intérêt écologique, faunistique et floristique.
Miraval-Cabardès est une commune rurale qui compte 55 habitants en 2022, après avoir connu un pic de population de 469 habitants en 1806. Elle fait partie de l'aire d'attraction de Carcassonne. Ses habitants sont appelés les Miravalais ou  Miravalaises.

## Géographie

### Localisation
Commune de l'aire urbaine de Carcassonne située dans la Montagne noire, en bordure du parc naturel régional du Haut-Languedoc en pays du Cabardès sur l'Orbiel. La Méridienne verte, méridienne végétale et dématérialisée, traverse la commune.

### Communes limitrophes
Miraval-Cabardès est limitrophe de six autres communes.
Les communes limitrophes sont  Caudebronde, La Tourette-Cabardès, Les Ilhes, Les Martys, Mas-Cabardès et Villanière.
|                      | Les Martys       |              |
| La Tourette-Cabardès | Miraval-Cabardès | Mas-Cabardès |
| Caudebronde          | Villanière       | Les Ilhes    |

### Hydrographie
La commune est dans la région hydrographique « Côtiers méditerranéens », au sein du bassin hydrographique Rhône-Méditerranée-Corse. Elle est drainée par l'Orbiel, le ruisseau de la Tourette, le ruisseau du Grésillou, la Grèze, le ruisseau de Combe Majou, le ruisseau de Couroulés, le ruisseau des Reilhols et le ruisseau du Bartou, qui constituent un réseau hydrographique de 15 km de longueur totale,.
L'Orbiel, d'une longueur totale de 40,9 km, prend sa source dans la commune de Mazamet et s'écoule vers le sud. Il traverse la commune et se jette dans l'Aude à Trèbes, après avoir traversé 14 communes.

### Climat
Pour des articles plus généraux, voir Climat de l'Occitanie et Climat de l'Aude.
En 2010, le climat de la commune est de type climat océanique altéré, selon une étude s'appuyant sur une série de données couvrant la période 1971-2000. En 2020, Météo-France publie une typologie des climats de la France métropolitaine dans laquelle la commune est toujours exposée à un climat océanique altéré et est dans une zone de transition entre les régions climatiques « Aquitaine, Gascogne » et « Provence, Languedoc-Roussillon »0.
Pour la période 1971-2000, la température annuelle moyenne est de 11,4 °C, avec  une amplitude thermique annuelle de 14,9 °C. Le cumul annuel moyen de précipitations est de 1 235 mm, avec 11,7 jours de précipitations en janvier et 6,2 jours en juillet. Pour la période 1991-2020 la température moyenne annuelle observée sur la station météorologique la plus proche, située sur la commune des Martys à 5 km à vol d'oiseau, est de 10,2 °C et le cumul annuel moyen de précipitations est de 1 365,7 mm,. Pour l'avenir, les paramètres climatiques de la commune estimés pour 2050 selon différents scénarios d’émission de gaz à effet de serre sont consultables sur un site dédié publié par Météo-France en novembre 2022.

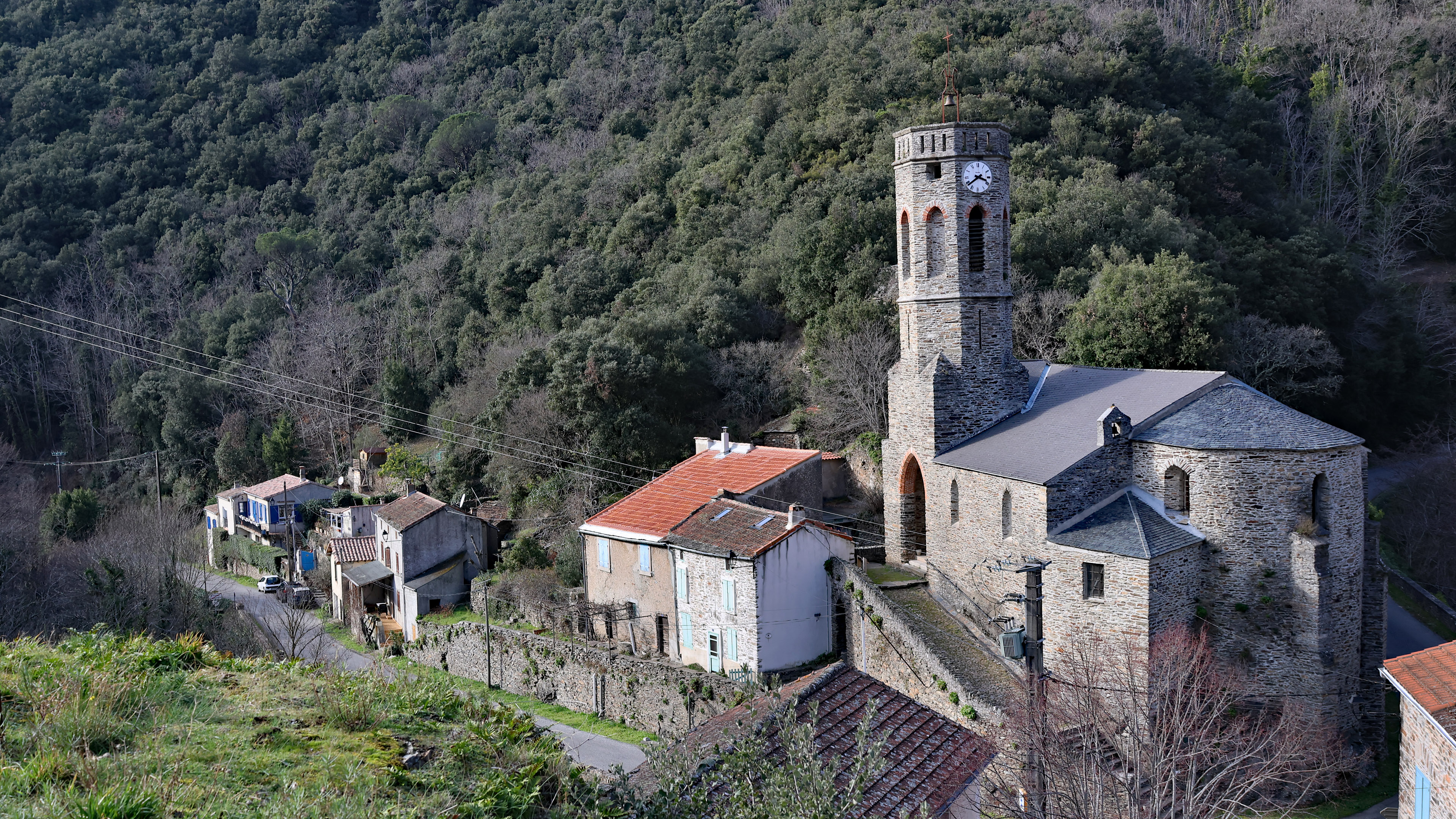
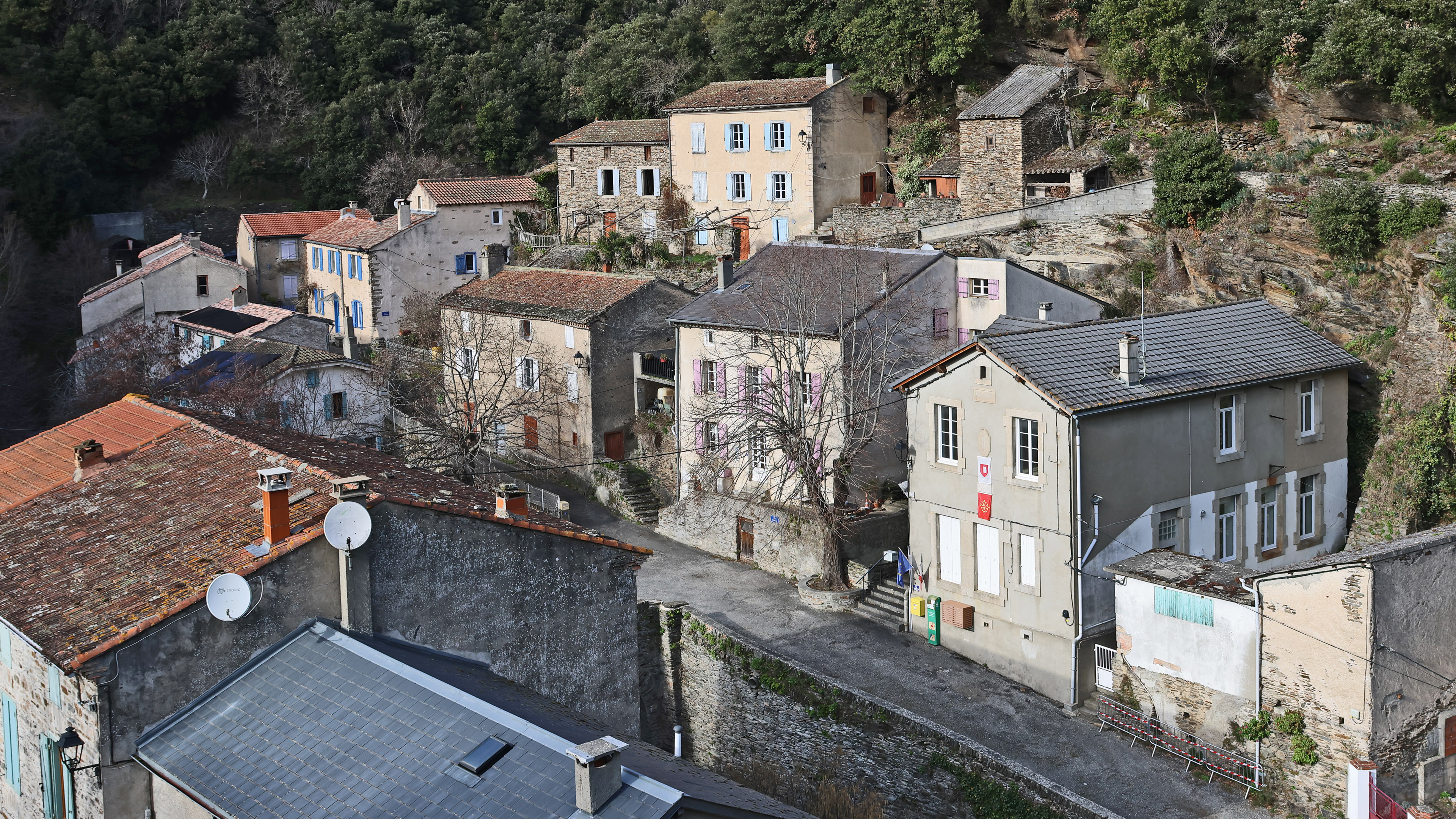
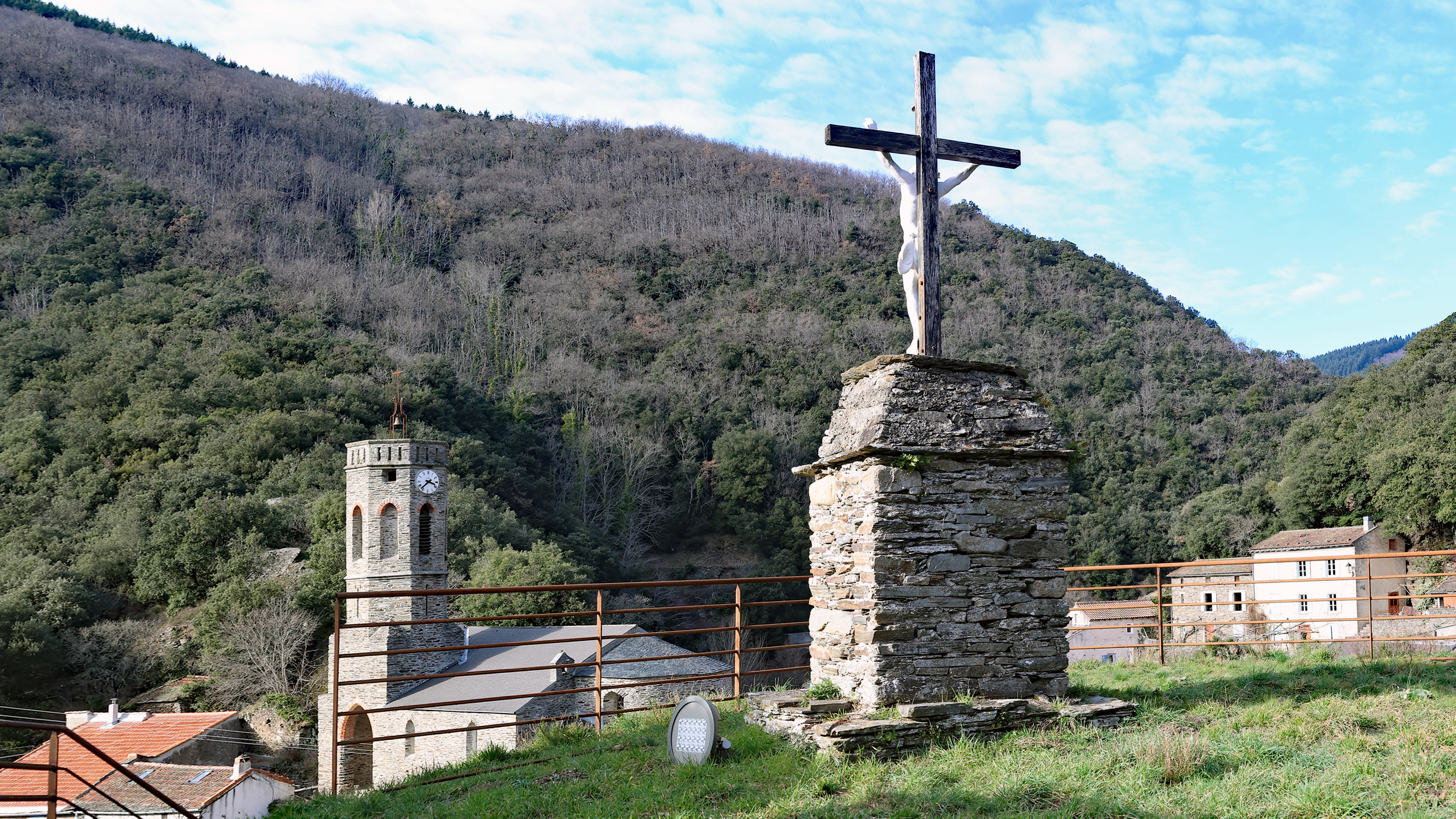
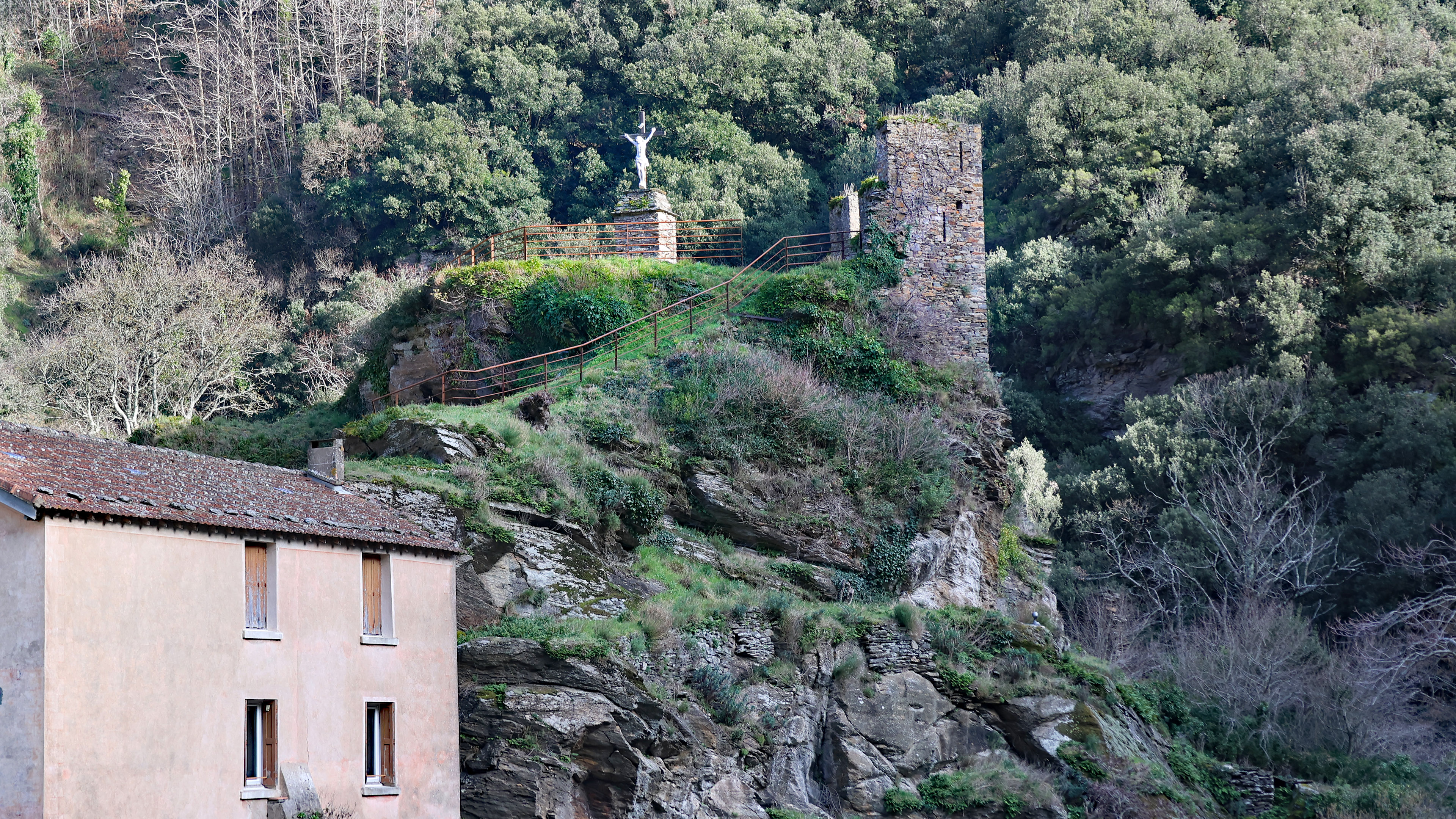

### Milieux naturels et biodiversité
L’inventaire des zones naturelles d'intérêt écologique, faunistique et floristique (ZNIEFF) a pour objectif de réaliser une couverture des zones les plus intéressantes sur le plan écologique, essentiellement dans la perspective d’améliorer la connaissance du patrimoine naturel national et de fournir aux différents décideurs un outil d’aide à la prise en compte de l’environnement dans l’aménagement du territoire.
Une ZNIEFF de type 1 est recensée sur la commune :
les « gorges de l'Orbiel à Miraval-Cabardès » (830 ha), couvrant 3 communes du département et une ZNIEFF de type 2, : 
les « crêtes et pièmonts de la Montagne Noire » (27 188 ha), couvrant 26 communes dont 24 dans l'Aude et 2 dans l'Hérault.

Carte des ZNIEFF de type 1 et 2 à Miraval-Cabardès.
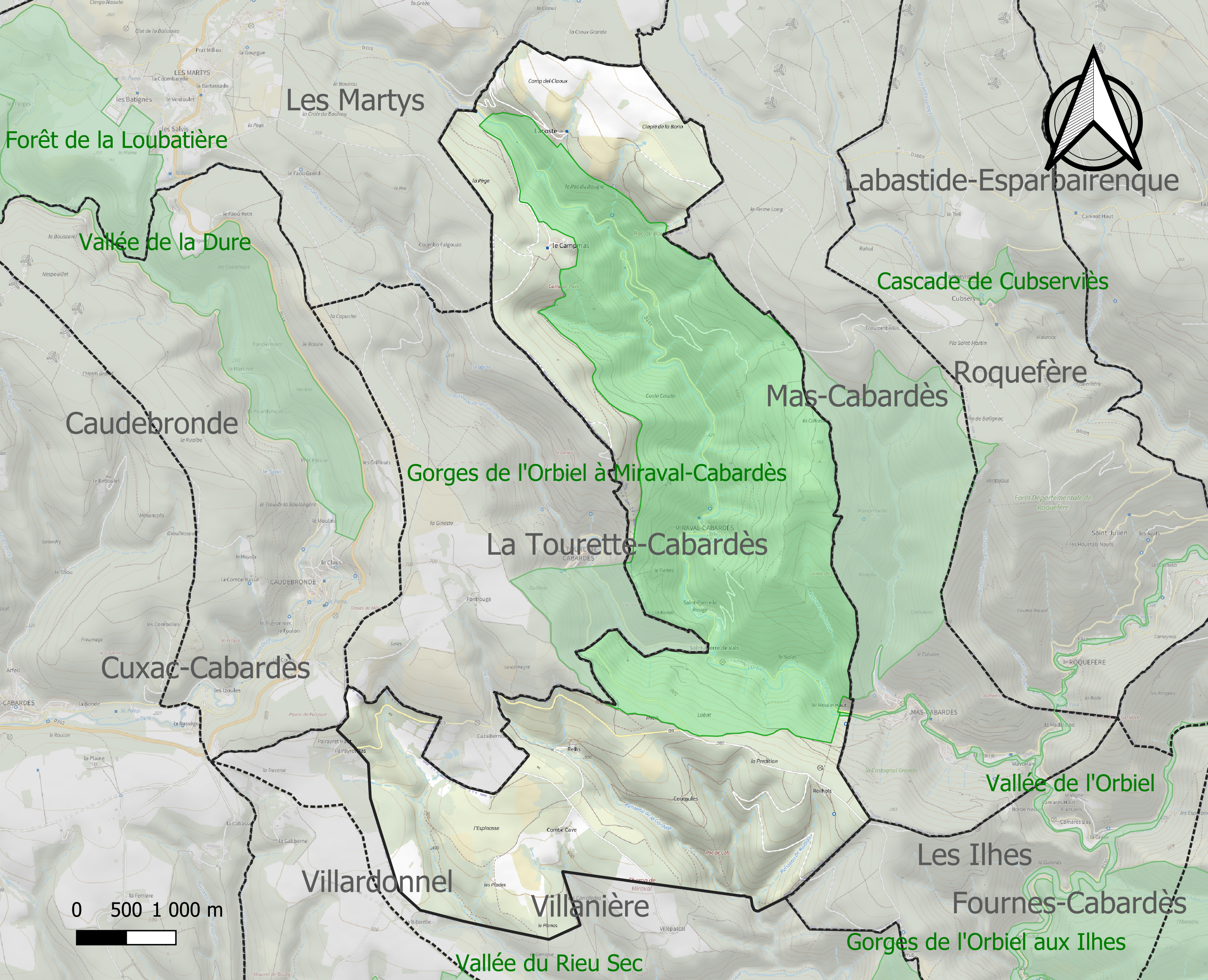
Carte de la ZNIEFF de type 1 sur la commune.
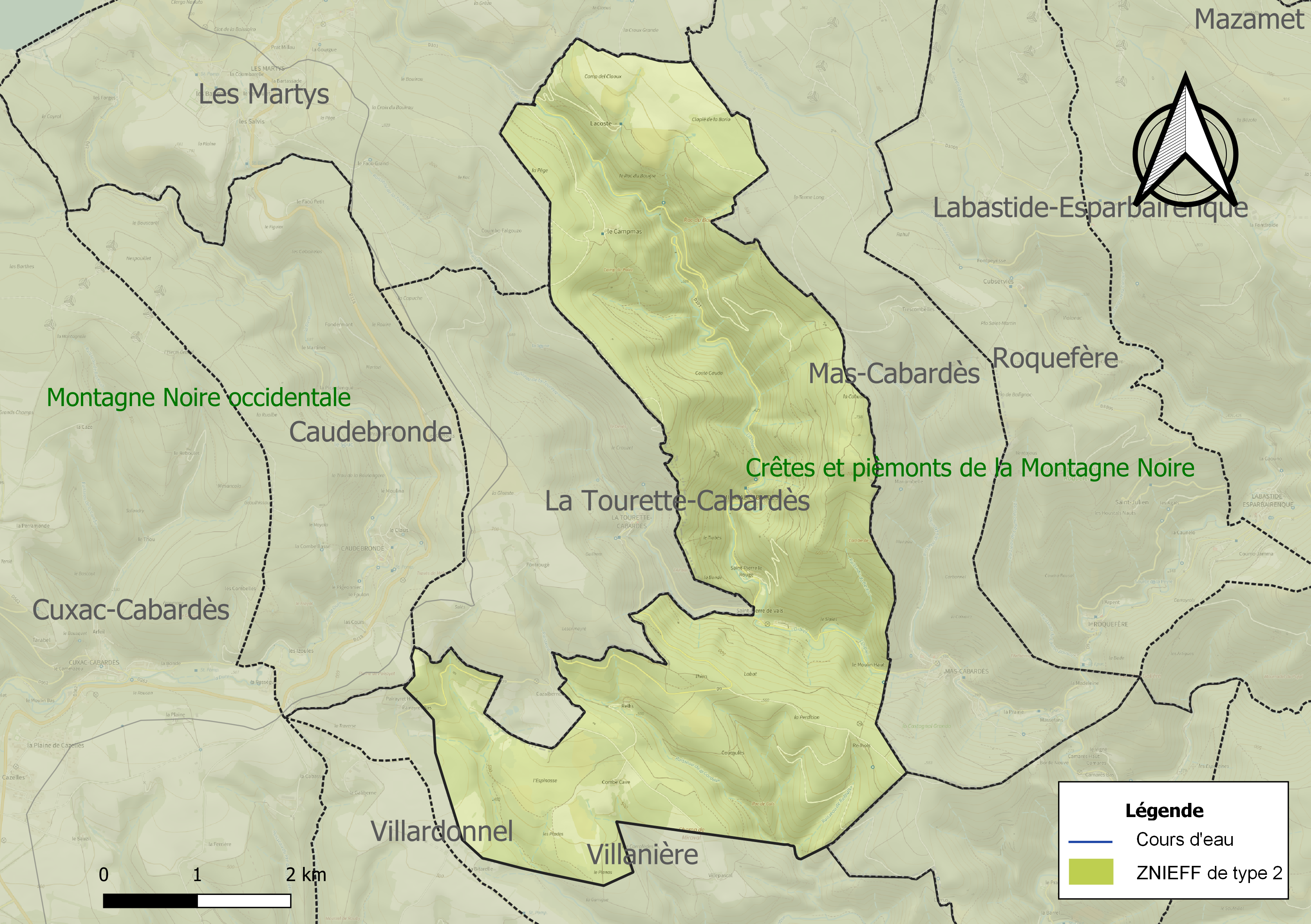
Carte de la ZNIEFF de type 2 sur la commune.

## Urbanisme

### Typologie
Au 1er janvier 2024, Miraval-Cabardès est catégorisée commune rurale à habitat très dispersé, selon la nouvelle grille communale de densité à 7 niveaux définie par l'Insee en 2022.
Elle est située hors unité urbaine. Par ailleurs la commune fait partie de l'aire d'attraction de Carcassonne, dont elle est une commune de la couronne,. Cette aire, qui regroupe 115 communes, est catégorisée dans les aires de 50 000 à moins de 200 000 habitants,.

### Occupation des sols
L'occupation des sols de la commune, telle qu'elle ressort de la base de données européenne d’occupation biophysique des sols Corine Land Cover (CLC), est marquée par l'importance des forêts et milieux semi-naturels (85,7 % en 2018), en augmentation par rapport à 1990 (84,3 %). La répartition détaillée en 2018 est la suivante : 
forêts (75,5 %), prairies (14,2 %), milieux à végétation arbustive et/ou herbacée (10,2 %), zones agricoles hétérogènes (0,1 %). L'évolution de l’occupation des sols de la commune et de ses infrastructures peut être observée sur les différentes représentations cartographiques du territoire : la carte de Cassini (XVIIIe siècle), la carte d'état-major (1820-1866) et les cartes ou photos aériennes de l'IGN pour la période actuelle (1950 à aujourd'hui).

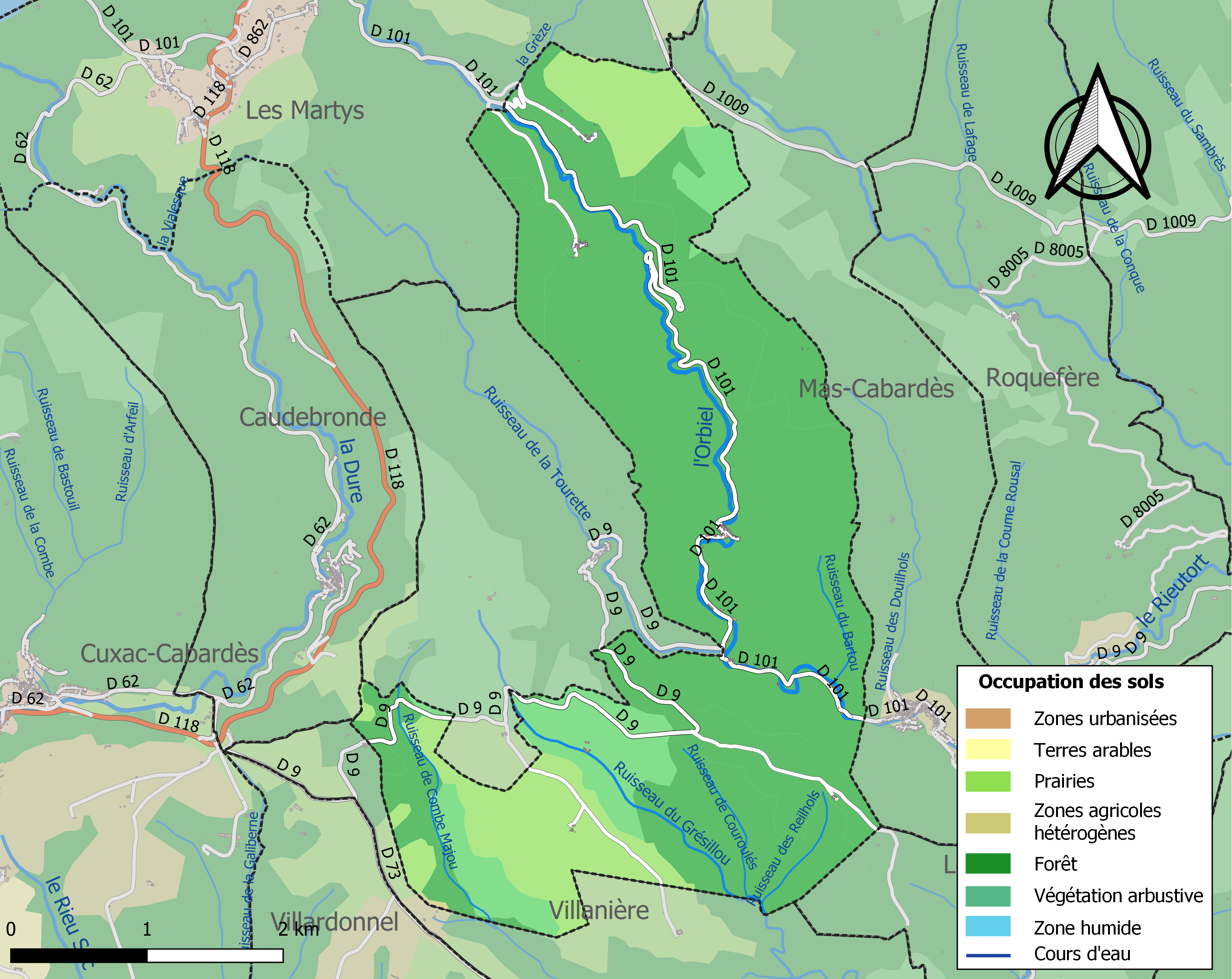
Carte des infrastructures et de l'occupation des sols de la commune en 2018 (CLC).

### Risques majeurs
Le territoire de la commune de Miraval-Cabardès est vulnérable à différents aléas naturels : météorologiques (tempête, orage, neige, grand froid, canicule ou sécheresse), inondations, feux de forêts et séisme (sismicité très faible). Il est également exposé à un risque particulier : le risque de radon. Un site publié par le BRGM permet d'évaluer simplement et rapidement les risques d'un bien localisé soit par son adresse soit par le numéro de sa parcelle.

#### Risques naturels
Certaines parties du territoire communal sont susceptibles d’être affectées par le risque d’inondation par débordement de cours d'eau, notamment l'Orbiel. La commune a été reconnue en état de catastrophe naturelle au titre des dommages causés par les inondations et coulées de boue survenues en 1982, 1992, 1999, 2005, 2009, 2011, 2018 et 2020,.

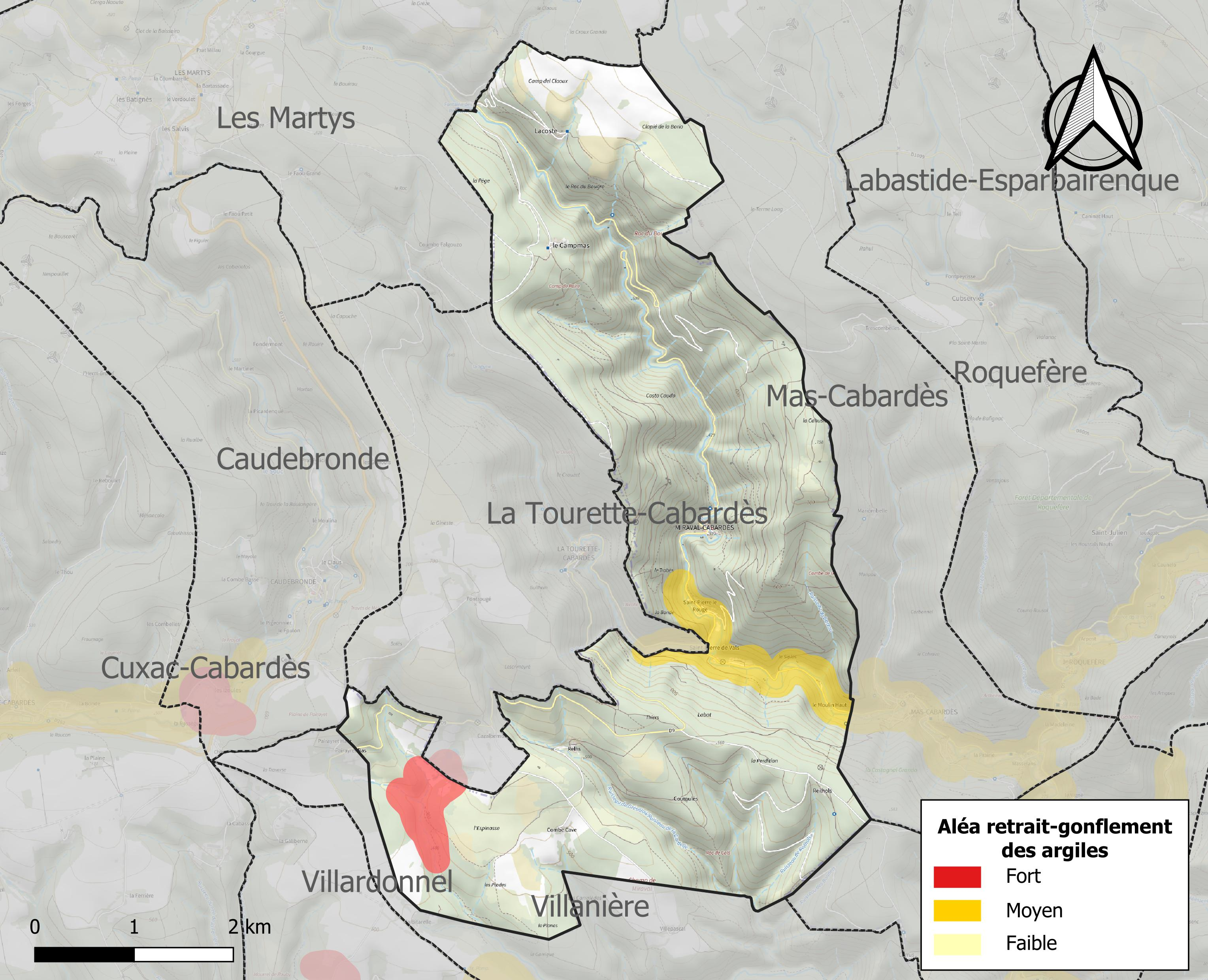
Carte des zones d'aléa retrait-gonflement des sols argileux de Miraval-Cabardès.

Le retrait-gonflement des sols argileux est susceptible d'engendrer des dommages importants aux bâtiments en cas d’alternance de périodes de sécheresse et de pluie. 6,6 % de la superficie communale est en aléa moyen ou fort (75,2 % au niveau départemental et 48,5 % au niveau national). Sur les 59 bâtiments dénombrés sur la commune en 2019, 10 sont en aléa moyen ou fort, soit 17 %, à comparer aux 94 % au niveau départemental et 54 % au niveau national. Une cartographie de l'exposition du territoire national au retrait gonflement des sols argileux est disponible sur le site du BRGM,.

#### Risque particulier
Dans plusieurs parties du territoire national, le radon, accumulé dans certains logements ou autres locaux, peut constituer une source significative d’exposition de la population aux rayonnements ionisants. Certaines communes du département sont concernées par le risque radon à un niveau plus ou moins élevé. Selon la classification de 2018, la commune de Miraval-Cabardès est classée en zone 2, à savoir zone à potentiel radon faible mais sur lesquelles des facteurs géologiques particuliers peuvent faciliter le transfert du radon vers les bâtiments.

## Toponymie
Depuis 2016, le nom officiel de la commune est « Miraval-Cabardès », alors qu'il était précédemment « Miraval-Cabardes », graphie qui subsiste encore dans certains actes officiels publiés en 2016 au journal officiel de la République française.
Miraval-Cabardès est un nom composé comprenant le nom du village proprement dit, Miraval, et le nom de la région où il se situe, le Cabardès, dans la Montagne Noire, au Sud du Massif central.
Selon Dauzat, le nom de Miraval provient du latin mirare et vallis, ce qui signifie « regarde la vallée ». Cette dénomination laisse penser qu’un observatoire romain aurait pu se trouver sur le piton rocheux où a été construit ensuite le donjon du château de Miraval. De ce lieu, une garnison de soldats pouvait protéger la vallée, qui s’étendait vers le Sud, jusqu’au domaine de Cabaret, des incursions de troupes armées. La garde du château pouvait aussi protéger le village et les fermes situées sur les hauteurs et plateaux environnants. Cette situation qui faisait de Miraval à la fois un avant-poste et un refuge exposait ses habitants aux risques et aux souffrances des guerres successives du Languedoc et de la région.
Le nom de Cabardès provient d’après Andraud et Dauzat de Cabaret dont l’étymologie et la signification seraient « Caput Arietis », soit « tête de bélier ». Ce nom a été donné au domaine et au château où résidait le seigneur de la région jusqu’au XIIIe siècle. Au cours du Moyen Âge et dans le midi, selon Dauzat, le suffixe «és» a été ajouté au nom d’un lieu pour désigner la région correspondante et la région proche de Cabaret a été appelée le Cabardés. Curieusement et sans rapport avec la prononciation locale, l’accent grave s’est substitué à l’accent aigu et la région se nomme maintenant le Cabardès.
Voici les noms successifs indiqués par l’abbé Sabarthès pour désigner Miraval :
Villa de Miravalle Cabardesio, 1247. Villa Miravallis, 1248. Castrum de Miravelle, 1270. Église de Miravalle, 1296. De Mirabello, 1296. De Miravalle in Cabardesio, 1319. De Auravalle, 1377. Miravailh, 1532. De Myraballe, 1544. Mirevail, 1595. Miraval, 1781. Mirobál (vulg.).

## Histoire

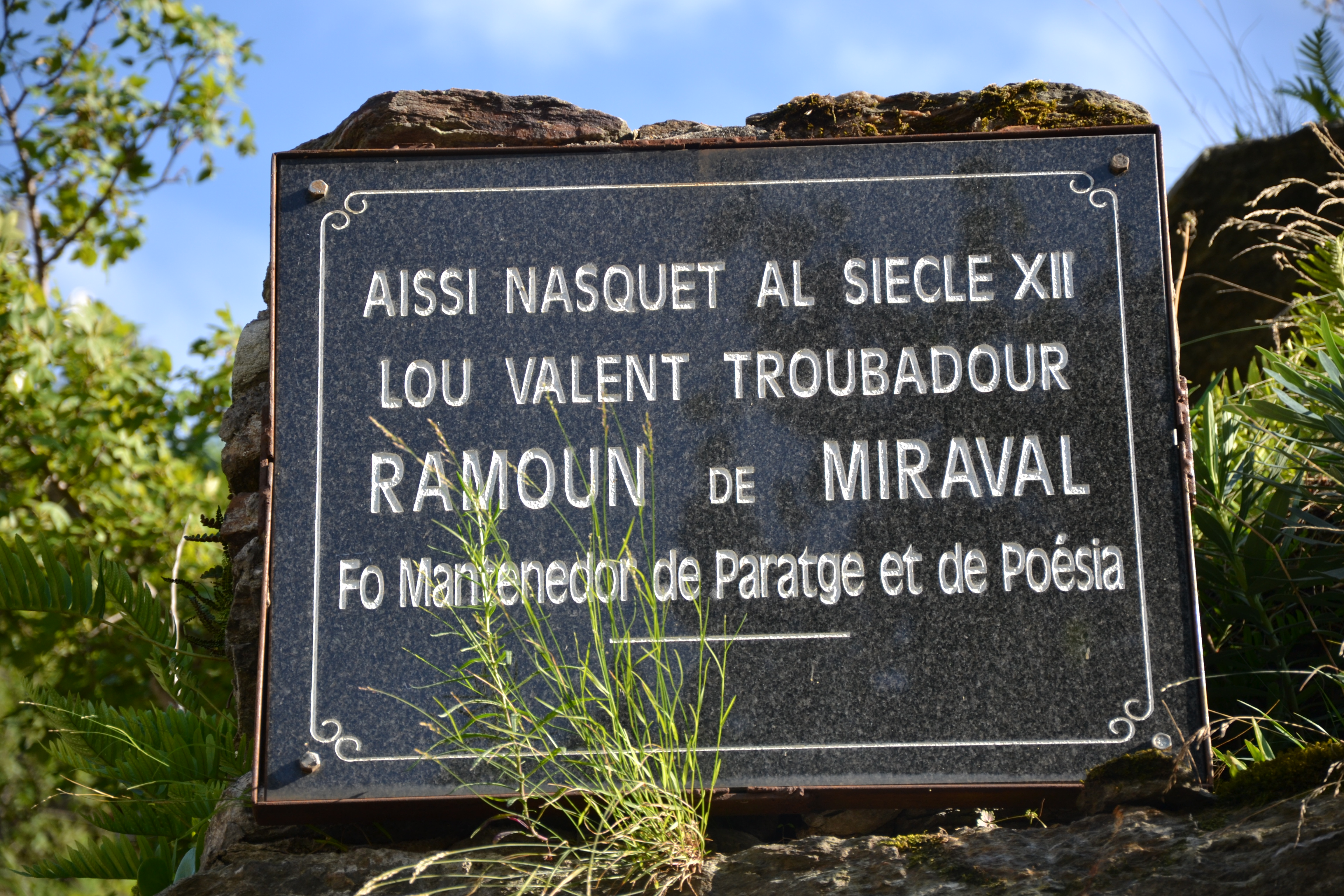
Plaque à la mémoire de Raimon de Miraval.

Miraval est le lieu de naissance du troubadour Raimon de Miraval  qui officia notamment à la cour de Raymond VI, comte de Toulouse, pendant la croisade contre les Albigeois. Au pied des vestiges du château, accrochée au rocher, une plaque rappelle son œuvre.
D'autres éléments de son histoire sont donnés dans le tableau chronologique ci-après, qui permet de situer ce qui se passait à Miraval, par rapport aux événements qui touchaient le Languedoc.
| Chronologie de l'histoire de Miraval | Chronologie de l'histoire de Miraval |
| -400 + 400 – Domination de l’Empire Romain | -400 + 400 – Domination de l’Empire Romain |
| Histoire générale et histoire du Languedoc | Histoire du Cabardès et de Miraval |
| --- | --- |
| Construction de grands axes de communication - via Aquitania vers Toulouse et Bordeaux – via Domitia vers l’Espagne – route de la Germanie vers Trèves à partir de Lyon. Développement de l’exploitation agricole. Urbanisation et commerce concentrent la population dans les grandes villes (Marseille, Arles, Nimes, Narbonne). | Construction de la voie romaine dans la région de Carcassonne. Recherches et exploitations minières : orpaillage probable dans la vallée de l’Orbiel; Complexe minier des Barrencs ( Plomb, Argent, Fer près de Lastours); Exploitation du minerai de fer des Martys (80 000 t extraites) – Grand Ferrier et Montrouch. |
| Evangélisation de l’Europe : Saint Saturnin dans la région de Toulouse, Saint Nazaire et Saint Celse en Provence. | Mention de Saint Sernin - nom de l’église de Cubserviès. Mention de Saint Nazaire et Saint Celse sur un ancien tableau dans l’église de Miraval. |
| 350: Au IVe siècle, l’Empire romain fait face à différents envahisseurs et obtient l’aide des guerriers wisigoths, provenant du sud de la Suède (Gothie), qui s’étaient implantés sur les régions du Danube et qui avaient négocié avec les Romains des compensations territoriales contre leur aide militaire. | |
| 406: Invasions barbares (Germains, Vandales, Suèves, Burgondes, Alains) dans l’ensemble de la Gaule et de l’Espagne | Construction de castellums et oppidums pour défendre le pays contre les invasions barbares (origine possible de l’occupation du site de Miraval ?) |
| 400 – 700 – Domination des Wisigoths dans le Sud de la France et l’Espagne | |
| 412: Ataulf rentre à Narbonne, en fait sa capitale, et s’y marie en 414 avec une princesse romaine. Les Wisigoths, intellectuels instruits et guerriers, s’entendent avec les Romains pour repousser vers le Sud et l’Afrique les envahisseurs barbares. Les Wisigoths étaient des Ariens qui n’avaient pas accepté l’égalité entre les trois piliers de la trinité établie par les conciles de Nicée en 325 et 347. Les Ariens avaient le pouvoir mais toléraient la foi catholique. | |
| 418: Toulouse devient la capitale de l’empire wisigoth jusqu’à la bataille de Vouillé (508) où Alaric II est tué par Clovis. Les Wisigoths fixent leur capitale en Espagne à Tolède. À la suite de la résistance de Carcassonne face à Clovis, les Goths conservent le pouvoir sur la Septimanie dont les frontières avec le royaume franc feront l’objet d’affrontements. Implantation des 7 évêchés de la Septimanie : Agde, Béziers, Maguelone, Béziers, Nîmes, Carcassonne, Elne passée dans la Catalogne, remplacée ensuite par Uzès. Poursuite de l'évangélisation catholique avec construction des premières églises. | Constructions wisigothes sur le site de la cité de Carcassonne et des châteaux de Lastours. Renforcement des défenses contre les Francs venant du Nord. La présence de créneaux et meurtrières sur les vestiges du château de Miraval témoignent du rôle défensif que devait jouer ce fort dans toute la période médiévale. |
| 589: Le roi wisigoth Reccared renie la doctrine arienne, se convertit à la religion catholique et réunit en concile de nombreux prélats ariens et surtout catholiques. Une loi interdit le travail dominical. Reccared fait brûler les livres de théologie arienne abrités à Narbonne. | Le monastère Saint Etienne du Mas et La « Cella Sanctus Johanis » à Saint-Pierre de Vals pourraient avoir été construits dans cette période wisigothe. L’église Saint Pierre de Vals pourrait avoir été construite ultérieurement sur la base de la chapelle Saint Jean. |
| 700 – 800 – Domination arabe en Espagne et dans le Languedoc (719-759) où les Wisigoths restent influents, | |
| 711: Mort du roi wisigoth Roderic face aux Arabes à Algésiras. Un protectorat arabe s’établit sur la Septimanie où le comte wisigoth Gilbert reste « administrateur » sous la domination des Arabes 719: Attaque des Sarrasins contre Narbonne où résistait le roi Achilla. Toute la population est exterminée. 732: Freinés dans leur conquête, en particulier devant les tours de Carcassonne ainsi que devant Toulouse, les Sarrasins sont arrêtés par Charles Martel à Poitiers. | Les grandes villes sont soumises par les Sarrazins mais les seigneurs établis dans la Montagne Noire et les Corbières résistent. Le roi Milon frappe sa monnaie et se réfugie entre Carcassonne, Trausse et Cabaret. |
| 759: Pepin le Bref chasse les Arabes de Narbonne avec l’aide de Milon, chef wisigoth de la Septimanie. Le futur Languedoc est créé sous le nom de marche de Gothie. Les troupes wisigothes et arabes continuent à s’affronter dans la région. | Pépin rétablit le monastère Saint-Etienne du Mas Cabardès où les moines avaient été dispersés par les Sarrazins (ceci implique que ce monastère existait antérieurement à l’arrivée des Sarrazins (711). La Cella Saint Jean dépendant de ce monastère pourrait avoir été construite avant 711. |
| 790: Bataille entre Franco-wisigoths et Arabes. Les Goths restent présents dans la région sous le règne de Charlemagne. 801: Leuthard (de la noblesse franque) suit Louis le Pieux dans son expédition en Espagne et participe à la prise de Barcelone. Il serait le père de Bello, premier comte de Carcassonne. | |
| 800 – 1159 – La France est divisée en nombreux fiefs Comtes et vicomtes de Carcassonne se succèdent sous la domination des comtes plus ou moins indépendants de Barcelone ou de Toulouse, | |
| 837: Oliba II († 879) est le 4e comte de Carcassonne. 879-1067: Les Trencavel (Roger Ier le Vieux († 1012), Pierre Raymond († 1060), Roger III († 1067), se succèdent au titre de comtes de Carcassonne. 1107: Le comte de Barcelone prend le titre de comte de Carcassonne, tandis que les Trencavel deviennent vicomtes de Carcassonne. 1129: Bernard-Aton meurt et ses fils Roger, Raimond Trencavel et Bernard Aton lui succèdent au titre de vicomtes de Carcassonne. 1157: Après sept guerres, Raimond Trencavel reconnaît la souveraineté de Barcelone. 1167: Raimond Trencavel est assassiné à Béziers. | 843: Après le 4e partage de l’empire de Charlemagne (traité de Verdun), Charles le Chauve fait don du Cabardès à Oliba II. Bernard-Aton Trencavel est alors vicomte d’Albi. 844: Une charte mentionne le monastère Saint Étienne du Mas Cabardès et la Cella Santi Johanis à côté de ce monastère. 1107 – 1129: Bernart de Miraval reçoit de Bernard-Aton IV, vicomte d’Albi, Béziers et Carcassonne des possessions situées dans l’Est de l’Albigeois, près de Castres, au Sud du Rouergue et dans l’Ouest du Carcassès ». Aménagement probable du château médiéval de Miraval à l’emplacement de l’ancienne place forte romaine ou/et wisigothe. Vers 1135 : naissance de Raimon de Miraval. |
| 1159 – 1299 – Règne des Capétiens (Philippe Auguste – Louis VIII- Saint Louis etc.)Première guerre de 100 ans contre l’Angleterre - Croisades contre les Albigeois | |
| 1167: « Concile » cathare à Saint-Félix Lauraguais. Prêche du moine Nicetas d’influence « Bogomile » et manichéenne. Partisans d’une théorie dualiste de la création, les cathares pensaient que la « matière » et le monde vivant étaient une création satanique. Le vicomte Trencavel de Carcassonne était converti au catharisme. Le comte de Toulouse Raimon VI était resté de foi catholique mais protégeait les cathares. | 1157 : Cession des biens des Miraval dans le sud du Rouergue et au Larzac ainsi qu’aux environs de Castres (mas de la Roquette) à l’occasion de l’entrée de Vediana, la sœur de Raimon, au monastère de Loc Dieu (Villefranche de Rouergue). 1165: Concile de Lombers (près de Castres) par ordre de l’évêque d’Albi qui condamne l’hérésie Cathare (d’où viendrait le nom de croisade contre les Albigeois). |
| 1203-1204: L’évêque d’Osma et le moine Dominique tentent de convertir les cathares dans leur pays (légende de l’autodafé de Fanjeaux, fondation du monastère de Prouilhe). | 1165 : Raymond de Valle est signalé comme chapelain de Saint Pierre de Vals (première référence connue au fonctionnement de cette église). |
| 1209: 1re croisade contre les Albigeois : le pape Innocent III promet aux croisés les terres qui seront reconquises. Le 13 septembre 1213, à la bataille de Muret, le roi d’Aragon Pierre II est tué. Simon de Montfort soumet Trencavel et met fin à la résistance de Raimon VI, comte de Toulouse, qui avait pris la défense des seigneurs de la région. Montfort, qui était devenu vicomte de Carcassonne, d’Albi et de Béziers, prend le titre de comte de Toulouse. | Entre 1209 et 1213: Raimon écrit ce qui a été probablement sa dernière chanson «il me plait de chanter et de me montrer aimable ». Raimon de Miraval doit abandonner son château qui a pu se trouver partiellement détruit. Raimon de Miraval se met sous la protection du nouveau roi d’Aragon, Jacques 1er et se réfugie en Espagne. |
| 1226-1228 Raimon VI se lance dans la reconquête du Languedoc. À la suite de la reprise de plusieurs villes et aux difficultés de Montfort Amaury, le fils de Montfort Simon, le roi de France Louis VIII lance une deuxième croisade contre les Albigeois. La population est massacrée. Carcassonne et Béziers sont rattachés au roi de France. | Entre 1216 et 1229: mort de Raimon de Miraval à Lérida. |
| 1228-1300: L’inquisition met fin à l’épopée cathare dans l’Albigeois et les régions de Toulouse, Carcassonne, Béziers… | 1260: Jordain de Cabaret cède au roi, par échange, ses droits sur Miraval. La royauté les céda au chapitre cathédral de Saint Nazaire à Carcassonne. 1269: L’église de Saint Pierre de Vals apparaît dans la liste des paroisses qui doivent fournir la dîme de l’évêque de Carcassonne. 1296: Saint Pierre de Vals est érigée en collégiale. 4 chanoines devaient se partager le revenu en échange de l’exercice des fonctions ecclésiastiques. |
| 1300 – 1560 – Règne des Valois (Charles V, Charles VI, Charles VII… François 1er…) 2e Guerre de Cent ans | |
| La France reconstitue son unité sous le règne des Valois. | 1338-1347: Le nombre de chanoines à Saint Pierre de Vals est réduit à trois. 1440: Saint Pierre de Vals est inscrite dans la liste des 115 paroisses du diocèse de Carcassonne. 1502: Les bénéficiers sont remplacés par trois vicaires : le prévôt de Saint Pierre assurait le service de La Tourette ; le secrétaire ou sacristain assurait le service de Miraval, le dénommé chanoine assurait le service de l’agglomération des Martys et autres. |
| 1560 – 1594 – Guerres de Religion 1594 – 1789 – Règne des Bourbons - Henry IV – Louis XIII – Louis XIV – Louis XV – Louis XVI | |
| Les guerres de Religion divisent la France. 1598: Henri IV met fin aux guerres de Religion par l’édit de Nantes. 1628: Guerre de Louis XIII contre les Huguenots qui s’étaient soulevés dans le Midi. 1648 – 1704: Guerres de Louis XIV. 1662 – 1672: Construction du canal du Midi. 1685: Révocation de l’édit de Nantes. | La fabrication et le commerce des draps et des textiles semblent ont joué un rôle important dans la vie de la région pendant toute cette période. 1595: Le château de Miraval est occupé par les Ligueurs (catholiques). Ceci implique qu’il n’avait pas été détruit complètement à la suite de la croisade contre les Albigeois. Vers 1628: Bataille du Carnier où le prince de Condé anéantit les protestants qui s’étaient réfugiés dans la montagne. Contributions de Miraval à l’effort de guerre dans la région (soldats, vivres, impôts). 1686: Interdiction de Saint Pierre de Vals. |
| 1789 – 1954 – Révolution française – Républiques – guerres de Napoléon – guerres du XXe siècle | |
| Construction de la route nationale Carcassonne-Mazamet qui évite la vallée de l’Orbiel, axe principal du Cabardès. La révolution industrielle conduit la population à se concentrer dans les villes et les métiers des métairies (fermiers, agriculteurs, bucherons, éleveurs, bergers) ainsi que les métiers artisanaux (meuniers, drapiers, tailleurs, forgerons) qui disparaissent peu à peu. L'exploitation des mines de Salsigne amène de nouveaux habitants dans la région et prolonge la vie du village. Exploitation des mines d’Argent et Plomb de La Loubatière. De 1806 à 1954, le nombre total d’habitants sur la commune de Miraval est passé de 469 à 91 personnes, soit une perte de 80 % de la population. Il y avait 38 habitants recensés en 2012. | 1813: Premier instituteur à Miraval (Joseph Amalry). 1817: Le hameau des Martys devient indépendant de Miraval. 1822: Construction de l’autel en marbre de l’église. 1837: Construction de l’école rénovée en 1888. 1843: Construction du pont principal du village. 1847: Construction de la route entre le Mas et Saint Pierre. 1850: Construction d’une tour pour le clocher de l’église et achat d’une horloge et agrandissements de l’église. 1856: Premier facteur au village. 1864: Visite de l’évêque de Carcassonne à Miraval. 1870 - 1890: Construction de la route de Saintt Pierre au Martys. 1893: Réparation du toit de l’église. 1907: Prosper Guinot, dernier curé, quitte Miraval. 1930: Electrification du village et des hameaux. 1930: Inondations catastrophiques de l’Orbiel. 1947: Première cabine téléphonique au village. 1957: Fermeture de l’école de Miraval (dernier instituteur Gilbert Griffes). |

## Politique et administration

### Liste des maires
| Période                                  | Période  | Identité         | Étiquette | Qualité |
| ---------------------------------------- | -------- | ---------------- | --------- | ------- |
| Les données manquantes sont à compléter. |          |                  |           |         |
| 1998                                     | mai 2020 | Joseph Skala     | SE        |         |
| mai 2020                                 | en cours | Gérard Fernandez |           |         |

## Démographie
L'évolution du nombre d'habitants est connue à travers les recensements de la population effectués dans la commune depuis 1793. Pour les communes de moins de 10 000 habitants, une enquête de recensement portant sur toute la population est réalisée tous les cinq ans, les populations de référence des années intermédiaires étant quant à elles estimées par interpolation ou extrapolation. Pour la commune, le premier recensement exhaustif entrant dans le cadre du nouveau dispositif a été réalisé en 2007.

En 2022, la commune comptait 55 habitants, en évolution de +27,91 % par rapport à 2016 (Aude : +2,65 %, France hors Mayotte : +2,11 %).
| 1793 | 1800 | 1806 | 1821 | 1831 | 1836 | 1841 | 1846 | 1851 |
| ---- | ---- | ---- | ---- | ---- | ---- | ---- | ---- | ---- |
| 422  | 430  | 469  | 365  | 430  | 399  | 419  | 390  | 365  |

| 1856 | 1861 | 1866 | 1872 | 1876 | 1881 | 1886 | 1891 | 1896 |
| ---- | ---- | ---- | ---- | ---- | ---- | ---- | ---- | ---- |
| 318  | 341  | 299  | 261  | 276  | 228  | 235  | 216  | 200  |

| 1901 | 1906 | 1911 | 1921 | 1926 | 1931 | 1936 | 1946 | 1954 |
| ---- | ---- | ---- | ---- | ---- | ---- | ---- | ---- | ---- |
| 177  | 167  | 137  | 125  | 124  | 111  | 126  | 113  | 91   |

| 1962 | 1968 | 1975 | 1982 | 1990 | 1999 | 2006 | 2007 | 2012 |
| ---- | ---- | ---- | ---- | ---- | ---- | ---- | ---- | ---- |
| 67   | 54   | 52   | 33   | 44   | 48   | 45   | 45   | 38   |

| 2017 | 2022 | - | - | - | - | - | - | - |
| ---- | ---- | - | - | - | - | - | - | - |
| 46   | 55   | - | - | - | - | - | - | - |

## Économie

### Emploi
| Division       | 2008   | 2013   | 2018   |
| -------------- | ------ | ------ | ------ |
| Commune        | 8 %    | 13 %   | 19,2 % |
| Département    | 10,2 % | 12,8 % | 12,6 % |
| France entière | 8,3 %  | 10 %   | 10 %   |

En 2018, la population âgée de 15 à 64 ans s'élève à 26 personnes, parmi lesquelles on compte 73,1 % d'actifs (53,8 % ayant un emploi et 19,2 % de chômeurs) et 26,9 % d'inactifs,. En  2018, le taux de chômage communal (au sens du recensement) des 15-64 ans est supérieur à celui du département et de la France, alors qu'en 2008 la situation était inverse.
La commune fait partie de la couronne de l'aire d'attraction de Carcassonne, du fait qu'au moins 15 % des actifs travaillent dans le pôle,. Elle compte 2 emplois en 2018, contre 7 en 2013 et 1 en 2008. Le nombre d'actifs ayant un emploi résidant dans la commune est de 14, soit un indicateur de concentration d'emploi de 14,3 % et un taux d'activité parmi les 15 ans ou plus de 46,3 %.
Sur ces 14 actifs de 15 ans ou plus ayant un emploi, 2 travaillent dans la commune, soit 14 % des habitants. Pour se rendre au travail, 92,9 % des habitants utilisent un véhicule personnel ou de fonction à quatre roues, 7,1 % s'y rendent en deux-roues, à vélo ou à pied et.

### Activités
9 établissements sont implantés  à Miraval-Cabardès au 31 décembre 2019.
Le secteur de l'industrie manufacturière, des industries extractives et autres est prépondérant sur la commune puisqu'il représente 66,7 % du nombre total d'établissements de la commune (6 sur les 9 entreprises implantées à Miraval-Cabardès), contre 8,8 % au niveau départemental.
Aucune exploitation agricole ayant son siège dans la commune n'est recensée lors du recensement agricole de 2020 (aucune  en 1988),.

## Culture locale et patrimoine

### Lieux et monuments
- Église de Saint-Pierre de Vals de Miraval-Cabardes.
- Vestiges d'un château.
- Église paroissiale Notre-Dame-de-La-Lauze de Miraval-Cabardès.
L'église et ses abords sont inscrits au titre des sites naturels depuis 1945[39].

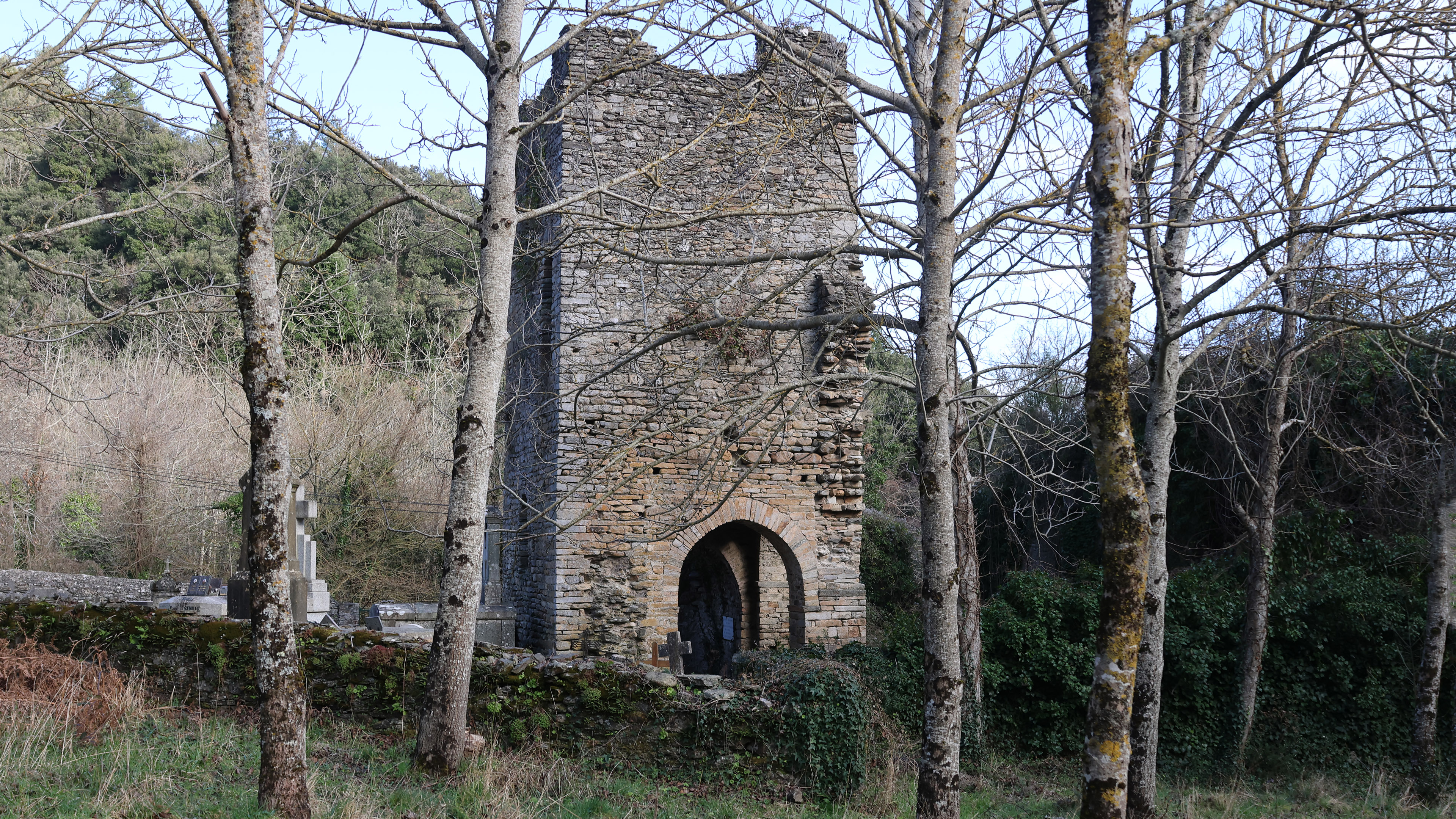
L'église Saint-Pierre de Vals.
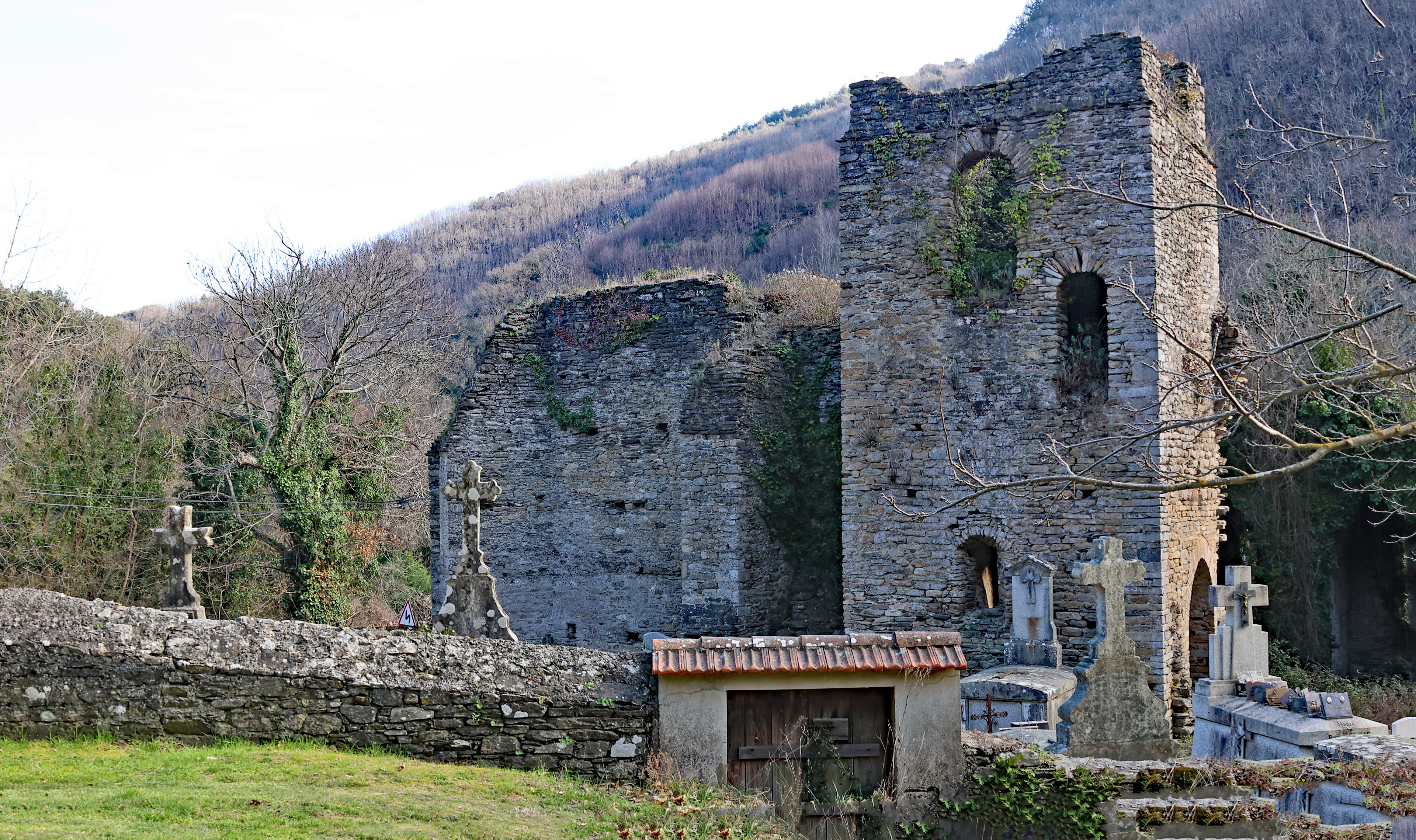
L'église Saint-Pierre de Vals.
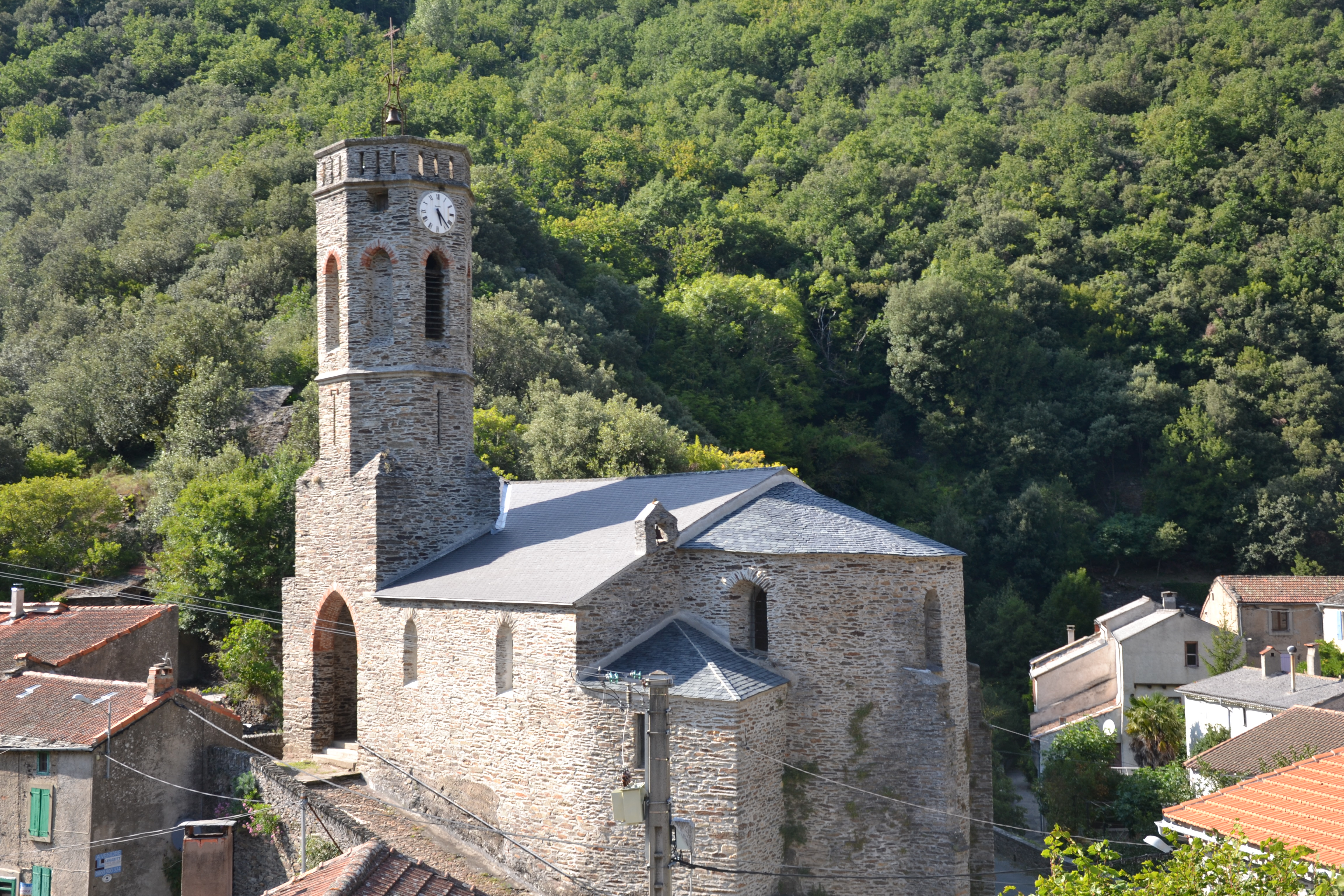
Notre-Dame-de-La-Lauze.
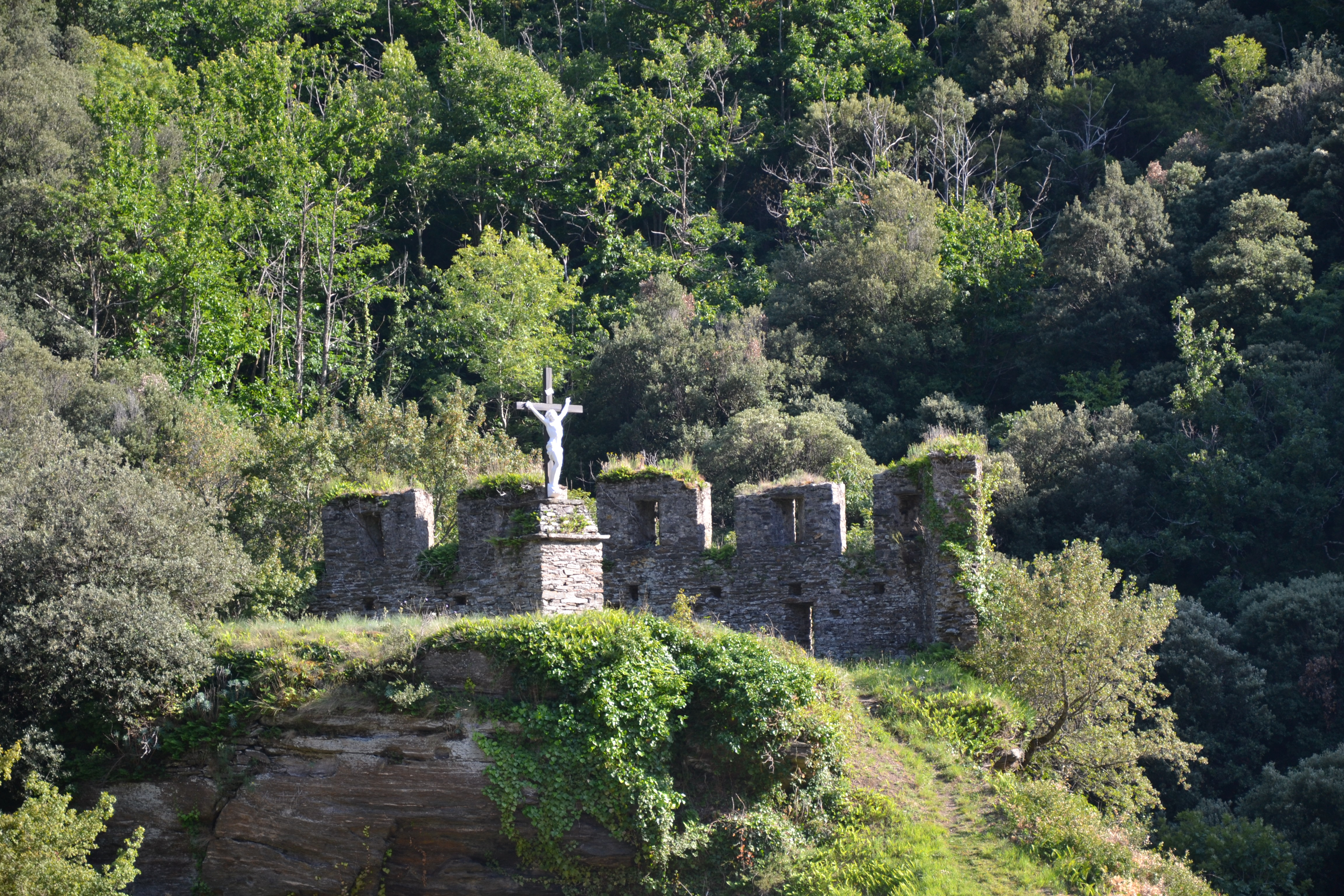
Vestiges du château.

### Personnalités liées à la commune
- Raimon de Miraval (XIIe siècle-XIIIe siècle), troubadour né dans le village.

### Héraldique
| Blason de Miraval-Cabardès | Blason  | De gueules à une billette d'argent.              |
| Blason de Miraval-Cabardès | Détails | Le statut officiel du blason reste à déterminer. |